# Qutebrowser
Qutebrowser est un navigateur web fonctionnant sous Linux, Windows et macOS possédant des raccourcis claviers apparentés à ceux de l'éditeur de texte vim ainsi qu'une interface graphique minimaliste. Il fonctionne essentiellement à l'aide du clavier et prend son inspiration de logiciels similaires tels que Vimperator et dwb. Il utilise DuckDuckGo comme moteur de recherche par défaut. Qutebrowser est inclus par défaut dans les dépôts logiciels de distributions Linux comme Fedora et Arch Linux entre autres.
Qutebrowser a été développé par Florian Bruhin, pour lequel il a reçu un prix CH Open-Source en 2016.